# Cvetan Veselinov
Cvetan Veselinov (bulharskou cyrilicí  Цветан Веселинов) (27. dubna 1947, Sofie - 25. února 2018, Sofie) byl bulharský fotbalista, útočník. 

## Fotbalová kariéra
V bulharské lize hrál za Levski Sofia. S týmem získal tři mistrovské tituly a dvě vítězství v bulharském fotbalovém poháru. V Poháru mistrů evropských zemí nastoupil v 1 utkání, v Poháru vítězů pohárů nastoupil v 7 utkáních a dal 1 gól a v Poháru UEFA nastoupil ve 3 utkáních a dal 2 góly. Za bulharskou reprezentaci nastoupil v letech 1968–1971 v 6 utkáních a dal 2 góly. S bulharskou reprezentací získal stříbrnou medaili na fotbalovém turnaji olympijských her v Mexico City roku 1968, nastoupil ve 3 utkáních a dal 2 góly.

## Ligová bilance
| Ročník                                | Zápasy | Góly | Klub         |
| ------------------------------------- | ------ | ---- | ------------ |
| 1. bulharská fotbalová liga 1965/1966 | -      | -    | Levski Sofia |
| 1. bulharská fotbalová liga 1966/1967 | -      | -    | Levski Sofia |
| 1. bulharská fotbalová liga 1967/1968 | 20     | 11   | Levski Sofia |
| 1. bulharská fotbalová liga 1968/1969 | -      | -    | Levski Sofia |
| 1. bulharská fotbalová liga 1969/1970 | 18     | 10   | Levski Sofia |
| 1. bulharská fotbalová liga 1970/1971 | -      | -    | Levski Sofia |
| 1. bulharská fotbalová liga 1971/1972 | -      | -    | Levski Sofia |
| 1. bulharská fotbalová liga 1972/1973 | -      | -    | Levski Sofia |
| 1. bulharská fotbalová liga 1973/1974 | 19     | 6    | Levski Sofia |
| 1. bulharská fotbalová liga 1974/1975 | -      | -    | Levski Sofia |
| CELKEM 1. bulharská fotbalová liga    | 193    | 70   |              |